# Liste rouge régionale des bryophytes du Nord-Pas-de-Calais
Cette liste rouge régionale des Bryophytes est issue du travail du Conservatoire botanique national de Bailleul (CBNBL)(Lecron, Toussaint et Hauguel 2013). Son élaboration « a été piloté par le CBNBL, avec l’appui du réseau de botanistes et de bryologues régional. Il a bénéficié d’une valuation par le 
comité français de l’UICN et d’une validation par le Conseil scientifique régional du patrimoine naturel des Hauts-de-France ».
Cette liste regroupe des mousses (au sens strict), des hépatiques et des anthocérotes ; elle comprend 18 taxons disparus régionalement, 62 présumés disparus au niveau régional, 27 en danger critique, 23 en danger et 91 vulnérables.
En 2013, 18 % des bryophytes du Nord–Pas-de-Calais étaient déjà considérés comme éteint dans ces deux départements (RE + CR*) et près d'un tiers étaient classés menacées (VU + EN + CR) (Lecron, Toussaint et Hauguel 2013). Pour rappel les 5 départements de la région Hauts-de-France comptent en 2019 548 espèces de bryophytes (544 espèces indigènes et 4 espèces naturalisées selon la base de données du CNBL).

## Taxons disparus au niveau régional (RE)
Un taxon est considéré comme éteint au niveau régional (RE) s’il n’a pas été observé depuis plus de 50 ans ou si les stations qu’il occupait ont été visitées à plusieurs reprises dans le but de le retrouver sans y parvenir. (Lecron, Toussaint et Hauguel 2013). On estime en 2019 concernant l'échelle régionale Hauts-de-France que les bryophytes inventoriés par les botanistes du passé (encore disponibles en herbier en général) et classés disparus se sont éteints dans la région avant 1950. Dix-neuf espèces sont par ailleurs signalées comme présumées disparues des Hauts-de-France car non-revues récemment. Dans les Hauts-de-France, « 47 bryophytes, soit 8,8 % du total des espèces, ont disparu du territoire depuis le début des recensements ».
- Lophocolea minor Nees
- Lophozia excisa (Dicks.) Dumort.
- Moerckia hibernica (Hook.) Gottsche
- Scapania compacta (Roth) Dumort.
- Scapania curta (Mart.) Dumort.
- Buxbaumia aphylla Hedw.
- Campylopus brevipilus Bruch & Schimp.
- Crossidium squamiferum (Viv.) Jur.
- Entosthodon obtusus (Hedw.) Lindb.
- Entosthodon pulchellus (H.Philib.) Brugués
- Fissidens crispus Mont.
- Hypnum imponens Hedw.
- Leptodontium flexifolium (Dicks.) Hampe
- Philonotis arnellii Husn.
- Philonotis marchica (Hedw.) Brid.
- Seligeria recurvata (Hedw.) Bruch & Schimp.
- Splachnum ampullaceum Hedw.
- Tortula atrovirens (Sm.) Lindb.

## Taxons présumés disparus au niveau régional (CR*)
.
- Blasia pusilla L.
- Calypogeia integristipula Steph.

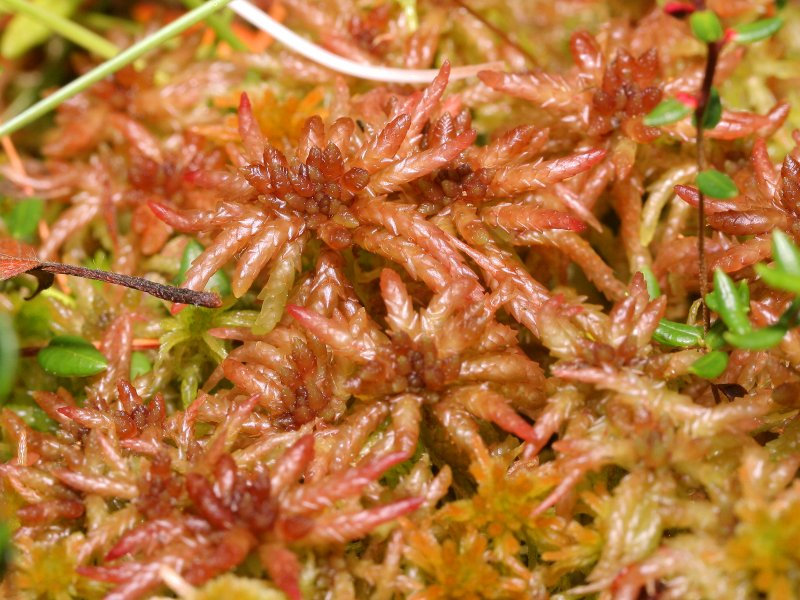
Sphagnum magellanicum, considérée comme ayant récemment disparu

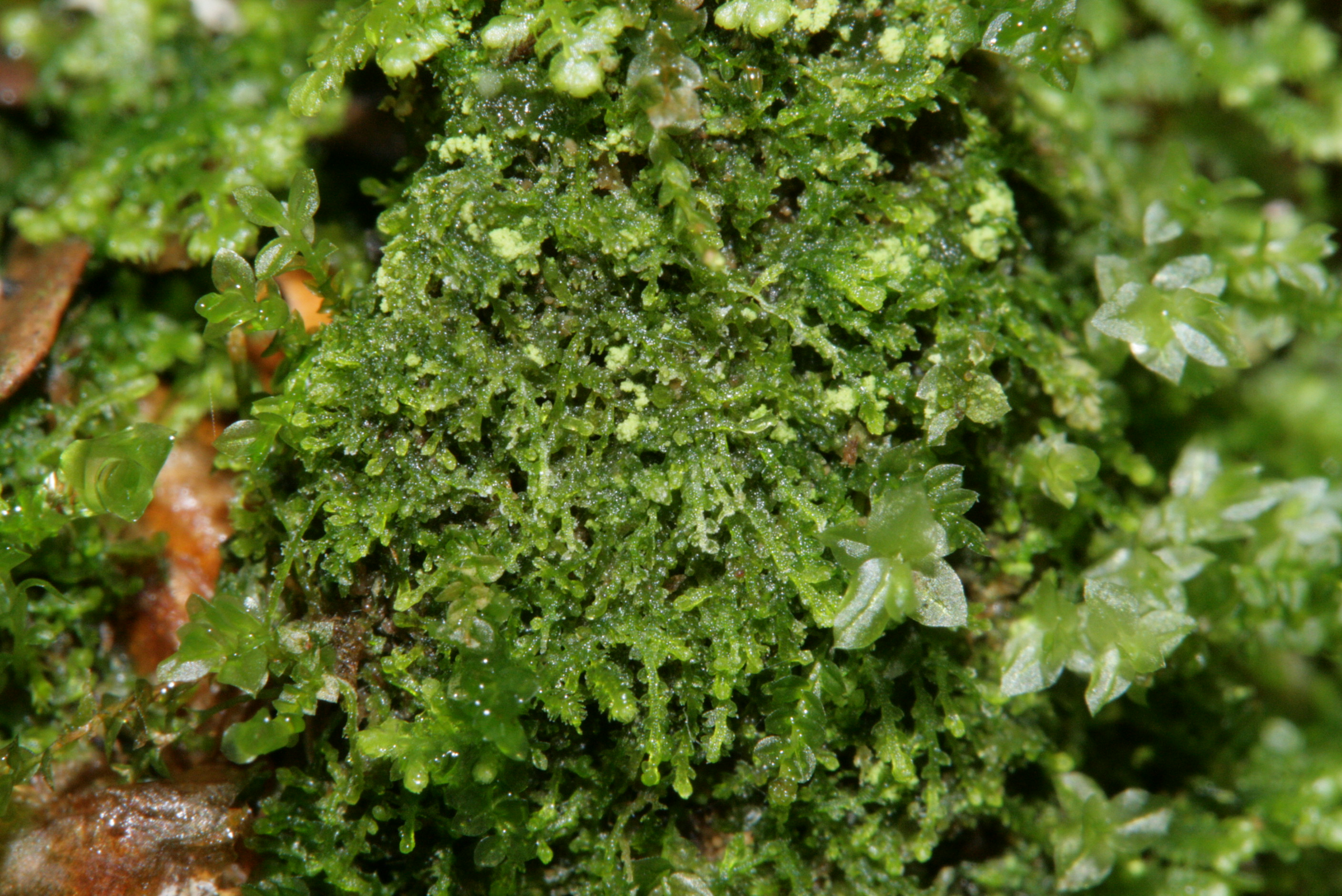
Cephalozia lunulifolia, associée au bois-mort en putréfaction, et aujourd'hui considérée comme ayant disparu au moins dans les départements du Nord, le Pas-de-Calais et en Normandie

- Calypogeia sphagnicola (Arnell & J.Perss.) Warnst. & Loeske
- Cephalozia lunulifolia (Dumort.) Dumort.
- Cladopodiella fluitans (Nees) H.Buch
- Jungermannia hyalina Lyell
- Kurzia pauciflora (Dicks.) Grolle
- Leiocolea bantriensis (Hook.) Jörg.
- Lophozia capitata (Hook.) Macoun
- Lophozia ventricosa (Dicks.) Dumort.
- Marsupella emarginata (Ehrh.) Dumort.
- Marsupella funckii (F.Weber & D.Mohr) Dumort.
- Nardia geoscyphus (De Not.) Lindb.
- Riccardia incurvata Lindb.
- Riccardia multifida (L.) Gray
- Riccia canaliculata Hoffm.
- Riccia crystallina L. emend. Raddi
- Tritomaria exsectiformis (Breidl.) Loeske
- Acaulon muticum (Hedw.) Müll.Hal.
- Anomodon longifolius (Schleich. ex Brid.) Hartm.
- Bryum alpinum Huds. ex With.
- Campylophyllum sommerfeltii (Myrin) Hedenäs
- Dicranella cerviculata (Hedw.) Schimp.
- Dicranum bonjeanii De Not.
- Dicranum flagellare Hedw.
- Dicranum spurium Hedw.
- Didymodon spadiceus (Mitt.) Limpr.
- Diphyscium foliosum (Hedw.) D.Mohr
- Ditrichum pallidum (Hedw.) Hampe
- Entosthodon muhlenbergii (Turner) Fife
- Ephemerum crassinervium (Schwägr.) Hampe
- Ephemerum crassinervium (Schwägr.) Hampe subsp. sessile (Bruch) Holyoak
- Ephemerum recurvifolium (Dicks.) Boulay
- Habrodon perpusillus (De Not.) Lindb.
- Loeskeobryum brevirostre (Brid.) M.Fleisch. ex Broth.
- Microbryum starckeanum (Hedw.) R.H.Zander
- Orthotrichum patens Bruch ex Brid.
- Orthotrichum schimperi Hammar
- Palustriella falcata (Brid.) Hedenäs
- Plagiomnium cuspidatum (Hedw.) T.J.Kop.
- Plagiothecium latebricola Schimp.
- Pogonatum nanum (Schreb. ex Hedw.) P.Beauv.
- Pogonatum urnigerum (Hedw.) P.Beauv.
- Pohlia annotina (Hedw.) Lindb.
- Pohlia bulbifera (Warnst.) Warnst.
- Pohlia camptotrachela (Renauld & Cardot) Broth.
- Pohlia elongata Hedw.
- Polytrichastrum longisetum (Sw. ex Brid.) G.L.Sm.
- Pseudocalliergon lycopodioides (Brid.) Hedenäs
- Pterygoneurum ovatum (Hedw.) Dixon
- Racomitrium aciculare (Hedw.) Brid.
- Schistidium rivulare (Brid.) Podp.
- Seligeria pusilla (Hedw.) Bruch & Schimp.
- Sphagnum angustifolium (C.E.O.Jensen ex Russow) C.E.O.Jensen
- Sphagnum cuspidatum Ehrh. ex Hoffm.
- Sphagnum magellanicum Brid.
- Sphagnum rubellum Wilson
- Syntrichia latifolia (Bruch ex Hartm.) Huebener
- Thuidium delicatulum (Hedw.) Schimp.
- Thuidium recognitum (Hedw.) Lindb.
- Weissia rostellata (Brid.) Lindb.
- Weissia sterilis W.E.Nicholson

## Taxons en danger
En 2019 selon le CBNBL, sur 369 espèces de bryophytes indigènes répertoriées dans le Nord, 13,6 % étaient menacées à échelle de la région Hauts-de-France  ; « Plusieurs espèces y trouvent leur ultime population dans le département du Nord, tel le Lycopode des sols inondés (Lycopodiella inundata), sorte de fougère primitive rencontrée dans les landes sur sol acide et oligotrophetrès pauvre en matières nutritives. » ;

Et sur 340 espèces de bryophytes indigènes répertoriés dans le Pas-de-Calais, 14,4 % étaient menacées à l'échelle de la région Hauts-de-France.

### Taxons en danger critique (CR)
Ce sont les taxons confrontés à un risque très élevé de disparition.
- Gymnocolea inflata (Huds.) Dumort.
- Preissia quadrata (Scop.) Nees
- Reboulia hemisphaerica (L.) Raddi
- Scapania irrigua (Nees) Nees
- Antitrichia curtipendula (Timm ex Hedw.) Brid.
- Campyliadelphus elodes (Lindb.) Kanda
- Cynodontium bruntonii (Sm.) Bruch & Schimp.
- Drepanocladus sendtneri (Schimp. ex H.Müll.) Warnst.
- Eurhynchiastrum pulchellum (Hedw.) Ignatov & Huttunen
- Hookeria lucens (Hedw.) Sm.
- Hygrohypnum luridum (Hedw.) Jenn.
- Plagiomnium elatum (Bruch & Schimp.) T.J.Kop.
- Plagiothecium undulatum (Hedw.) Schimp.
- Pterigynandrum filiforme Hedw.
- Racomitrium ericoides (Brid.) Brid.
- Racomitrium heterostichum (Hedw.) Brid.
- Scleropodium cespitans (Wilson ex Müll.Hal.) L.F.Koch
- Scleropodium touretii (Brid.) L.F.Koch
- Scorpidium cossonii (Schimp.) Hedenäs
- Sphagnum capillifolium (Ehrh.) Hedw.
- Sphagnum compactum Lam. & DC.
- Sphagnum tenellum (Brid.) Pers. ex Brid.
- Tortella inclinata (R.Hedw.) Limpr.
- Tortella tortuosa (Hedw.) Limpr.
- Tortula lanceola R.H.Zander
- Warnstorfia exannulata (Schimp.) Loeske
- Weissia condensa (Voit) Lindb.

### Taxon en danger (EN)

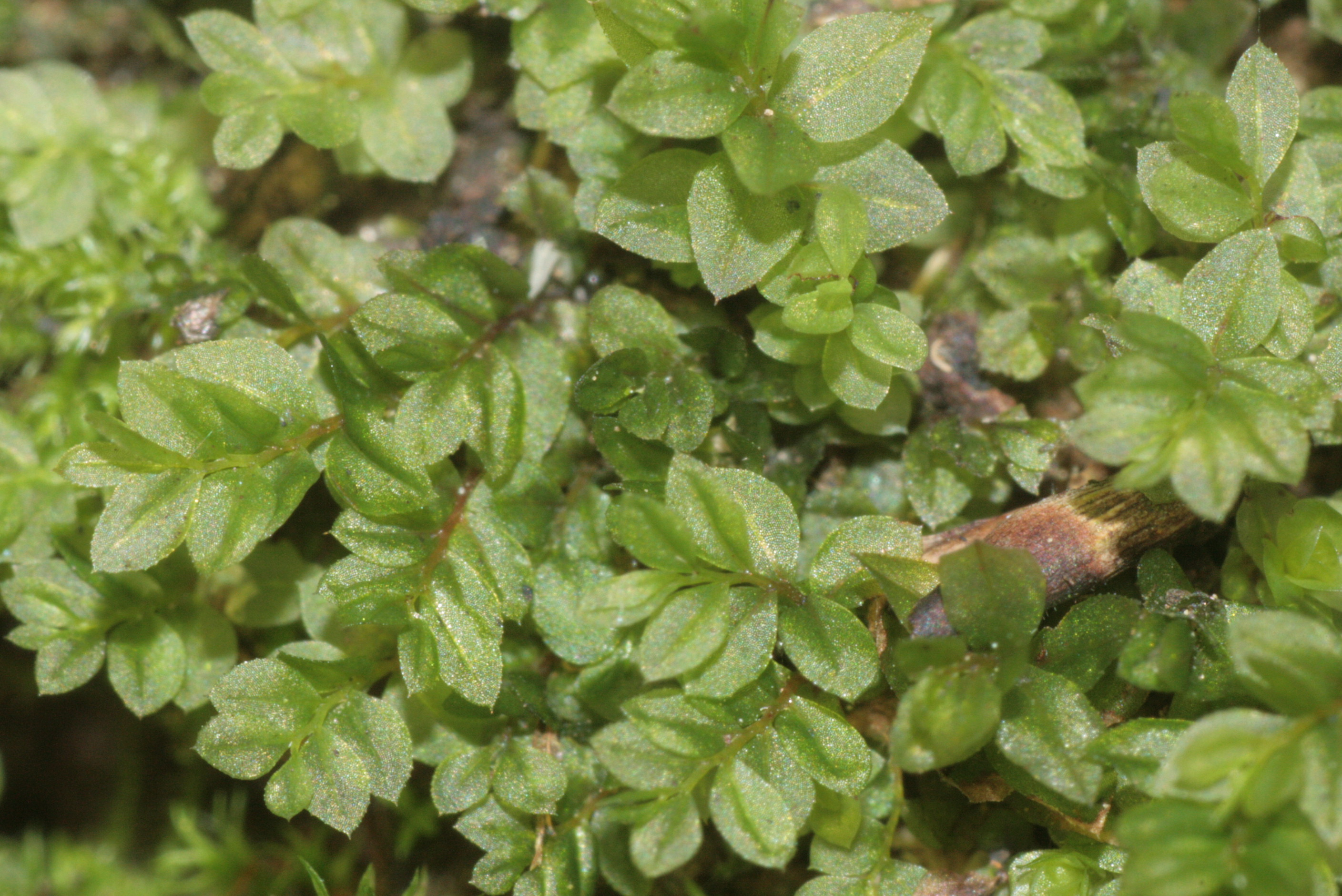
Mnium stellare

Espèces confrontées à un risque élevé de disparition
- Lophozia bicrenata (Schmidel ex Hoffm.) Dumort.
- Nardia scalaris Gray
- Ptilidium pulcherrimum (Weber) Vain.
- Scapania nemorea (L.) Grolle
- Trichocolea tomentella (Ehrh.) Dumort.
- Bartramia pomiformis Hedw.
- Calliergon giganteum (Schimp.) Kindb.
- Dicranum polysetum Sw. ex anon.
- Encalypta vulgaris Hedw.
- Entodon concinnus (De Not.) Paris
- Mnium stellare Hedw.
- Neckera pumila Hedw.
- Palustriella commutata (Hedw.) Ochyra
- Philonotis fontana (Hedw.) Brid.
- Pogonatum aloides (Hedw.) P.Beauv.
- Racomitrium canescens (Hedw.) Brid.
- Rhytidiadelphus loreus (Hedw.) Warnst.
- Sphagnum subnitens Russow & Warnst.
- Taxiphyllum wissgrillii (Garov.) Wijk & Margad.
- Tortula subulata Hedw.
- Trichostomum brachydontium Bruch
- Trichostomum crispulum Bruch
- Warnstorfia fluitans (Hedw.) Loeske

### Taxons vulnérables (VU)
- Calypogeia arguta Nees & Mont.

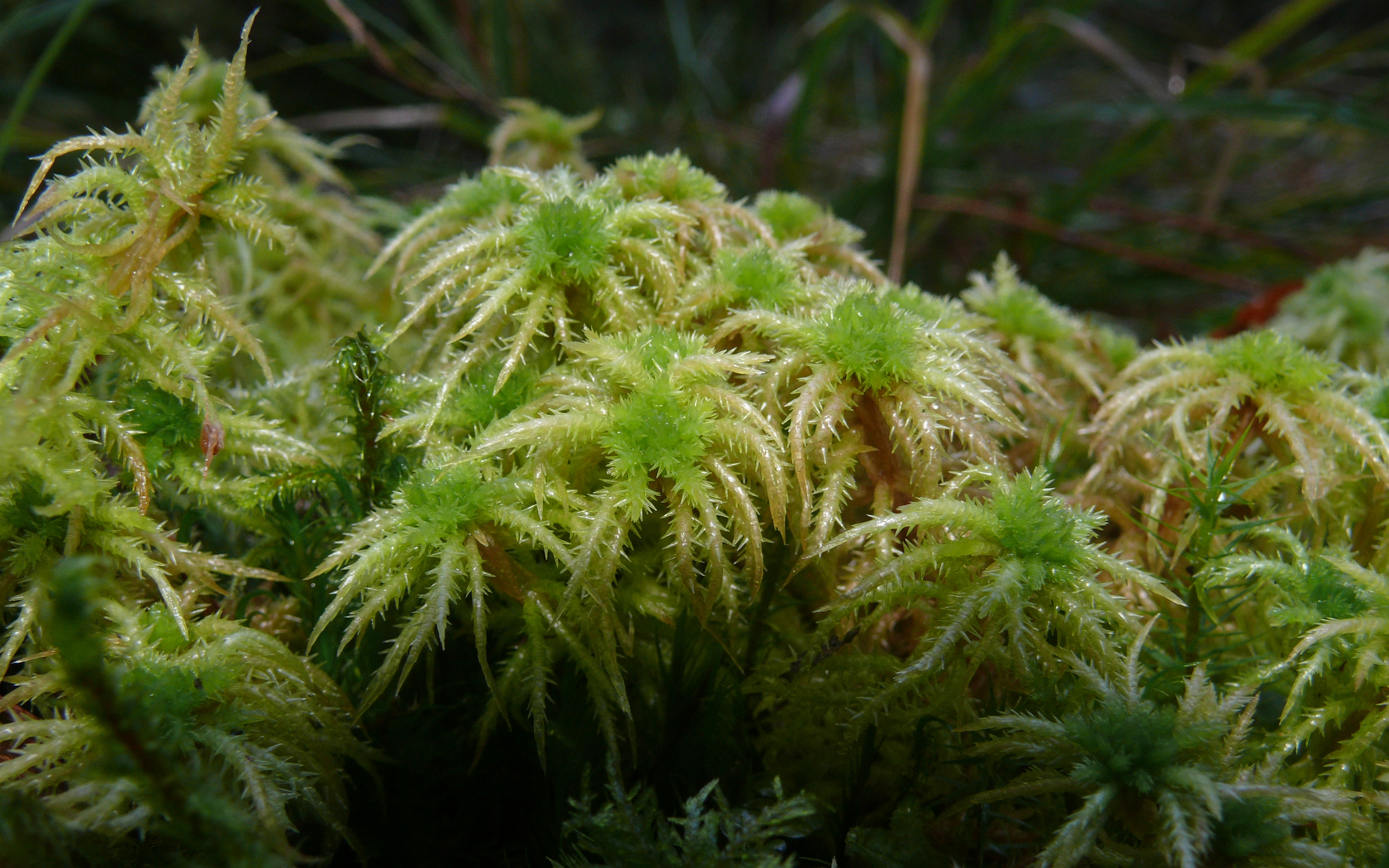
Sphagnum squarrosum

- Cephalozia connivens (Dicks.) Lindb.
- Diplophyllum albicans (L.) Dumort.
- Diplophyllum obtusifolium (Hook.) Dumort.
- Fossombronia caespitiformis De Not. ex Rabenh.
- Fossombronia foveolata Lindb.
- Frullania fragilifolia (Taylor) Gottsche, Lindenb. & Nees
- Frullania tamarisci (L.) Dumort.
- Jungermannia gracillima Sm.
- Lejeunea cavifolia (Ehrh.) Lindb.
- Nowellia curvifolia (Dicks.) Mitt.
- Plagiochila asplenioides (L. emend. Taylor) Dumort.
- Riccardia chamaedryfolia (With.) Grolle
- Riccia cavernosa Hoffm. emend. Raddi
- Riccia ciliata Hoffm.
- Riccia huebeneriana Lindenb.
- Ricciocarpos natans (L.) Corda
- Scapania undulata (L.) Dumort.
- Sphaerocarpos michelii Bellardi
- Sphaerocarpos texanus Austin
- Anthoceros agrestis Paton
- Phaeoceros carolinianus (Michx.) Prosk.
- Abietinella abietina (Hedw.) M.Fleisch.
- Archidium alternifolium (Dicks. ex Hedw.) Mitt.
- Atrichum angustatum (Brid.) Bruch & Schimp.
- Atrichum tenellum (Röhl.) Bruch & Schimp.
- Aulacomnium palustre (Hedw.) Schwägr.
- Brachythecium tommasinii (Sendtn. ex Boulay) Ignatov & Huttunen
- Calliergon cordifolium (Hedw.) Kindb.
- Calliergonella lindbergii (Mitt.) Hedenäs
- Campylium stellatum (Hedw.) Lange & C.E.O.Jensen
- Campylophyllum calcareum (Crundw. & Nyholm) Hedenäs
- Cinclidotus fontinaloides (Hedw.) P.Beauv.
- Climacium dendroides (Hedw.) F.Weber & D.Mohr
- Dicranella howei Renauld & Cardot
- Dicranella rufescens (Dicks.) Schimp.
- Dicranodontium denudatum (Brid.) E.Britton
- Dicranum tauricum Sapjegin
- Didymodon ferrugineus (Schimp. ex Besch.) M.O.Hill
- Didymodon tophaceus (Brid.) Lisa
- Ephemerum serratum (Hedw.) Hampe
- Eucladium verticillatum (With.) Bruch & Schimp.
- Fissidens celticus Paton
- Fissidens fontanus (Bach.Pyl.) Steud.
- Grimmia trichophylla Grev.
- Gymnostomum calcareum Nees & Hornsch.
- Hennediella heimii (Hedw.) R.H.Zander
- Herzogiella seligeri (Brid.) Z.Iwats.
- Heterocladium heteropterum (Brid.) Schimp.
- Hygroamblystegium fluviatile (Hedw.) Loeske
- Hygroamblystegium tenax (Hedw.) Jenn.
- Hylocomium splendens (Hedw.) Schimp.
- Leptodon smithii (Hedw.) F.Weber & D.Mohr
- Leucobryum glaucum (Hedw.) Ångstr.
- Leucodon sciuroides (Hedw.) Schwägr.
- Leucodon sciuroides (Hedw.) Schwägr. var. sciuroides
- Microbryum curvicollum (Hedw.) R.H.Zander
- Micromitrium tenerum (Bruch & Schimp.) Crosby
- Mnium marginatum (Dicks.) P.Beauv.
- Neckera crispa Hedw.
- Orthotrichum rivulare Turner
- Orthotrichum speciosum Nees
- Philonotis calcarea (Bruch & Schimp.) Schimp.
- Physcomitrella patens (Hedw.) Bruch & Schimp.
- Plagiomnium ellipticum (Brid.) T.J.Kop.
- Plasteurhynchium striatulum (Spruce) M.Fleisch.
- Pleuridium acuminatum Lindb.
- Pleuridium subulatum (Hedw.) Rabenh.
- Pleurozium schreberi (Willd. ex Brid.) Mitt.
- Pohlia nutans (Hedw.) Lindb.
- Polytrichum uliginosum (Wallr.) Schriebl
- Ptychodium plicatum (Schleich. ex F.Weber & D.Mohr) Schimp.
- Pylaisia polyantha (Hedw.) Schimp.
- Racomitrium fasciculare (Hedw.) Brid.
- Rhynchostegiella curviseta (Brid.) Limpr.
- Sciuro-hypnum plumosum (Hedw.) Ignatov & Huttunen
- Scorpidium scorpioides (Hedw.) Limpr.
- Seligeria calycina Mitt. ex Lindb.
- Sphagnum denticulatum Brid.
- Sphagnum fallax (H.Klinggr.) H.Klinggr.
- Sphagnum fimbriatum Wilson
- Sphagnum flexuosum Dozy & Molk.
- Sphagnum inundatum Russow
- Sphagnum riparium Ångstr.
- Sphagnum russowii Warnst.
- Sphagnum squarrosum Crome
- Tetraphis pellucida Hedw.
- Thuidium assimile (Mitt.) A.Jaeger
- Tortula marginata (Bruch & Schimp.) Spruce
- Warnstorfia pseudostraminea (Müll.Hal.) Tuom. & T.J.Kop.
- Weissia brachycarpa (Nees & Hornsch.) Jur.